# Бонвиль-ла-Луве
Бонви́ль-ла-Луве́ (фр. Bonneville-la-Louvet) — коммуна во Франции, находится в регионе Нижняя Нормандия. Департамент коммуны — Кальвадос. Входит в состав кантона Бланжи-ле-Шато. Округ коммуны — Лизьё.
Код INSEE коммуны — 14085.

## Население
Население коммуны на 2010 год составляло 803 человека.
| 1962 | 1968 | 1975 | 1982 | 1990 | 1999 | 2010 |
| ---- | ---- | ---- | ---- | ---- | ---- | ---- |
| 776  | 677  | 586  | 613  | 673  | 667  | 803  |

## Экономика
В 2010 году среди 526 человек трудоспособного возраста (15—64 лет) 382 были экономически активными, 144 — неактивными (показатель активности — 72,6 %, в 1999 году было 68,6 %). Из 382 активных жителей работали 358 человек (187 мужчин и 171 женщина), безработных было 24 (13 мужчин и 11 женщин). Среди 144 неактивных 31 человек были учениками или студентами, 70 — пенсионерами, 43 были неактивными по другим причинам.